# Anne-Louise Sommer
Anne-Louise Sommer (født 30. juni 1961 i Tårnby, København) er en dansk designforsker og rektor for Danmarks Designskole, men fra 1. september 2011 er hun udpeget til direktør for Designmuseum Danmark.
Hun er uddannet mag. art. i litteraturvidenskab 1987 fra Københavns Universitet, men har hovedsagelig beskæftiget sig med design- og arkitekturhistorie. I 2004 blev hun lektor ved Danmarks Designskole, hvor hun siden 2009 har været konstitueret som rektor indtil fusionen med Kunstakademiets Arkitektskole er gennemført.

## Forfatterskab
- De dødes haver: Den moderne storbykirkegård, Syddansk Universitetsforlag 2003.
- Operaen på Dokøen: Kulturhistorien, projektet, arkitekturen, Gyldendal 2005.
- Kaare Klint, Aschehoug 2007.
- Den danske arkitektur, Gyldendal 2009.
- Watercolors by Finn Juhl, Hatje Cantz 2016 , ISBN 978-3-7757-4209-2